# کشتی مین‌جمع‌کن کلاس هم
کشتی مین‌جمع‌کن کلاس هم (به انگلیسی: Ham-class minesweeper) یک کلاس از کشتی است که طول آن ۱۰۰ فوت (۳۰ متر) می‌باشد.